# James Burnell-Nugent
Sir James Michael Burnell-Nugent, KCB, CBE (* 20. November 1949) ist ein ehemaliger britischer Seeoffizier der Royal Navy, der von 2003 bis 2005 Zweiter Seelord, Leiter der Personalabteilung der Marine und Oberkommandierender des Marineheimatkommandos („Second Sea Lord and Chief of Naval Personnel, Commander-in-Chief Naval Home Command“) sowie zuletzt als Admiral zwischen 2005 und 2007 Oberkommandierender der Flotte („Commander-in-Chief, The Fleet“) sowie zeitgleich Kommandeur der NATO-Marinekomponente („NATO Maritime Component Command“) war.

## Leben

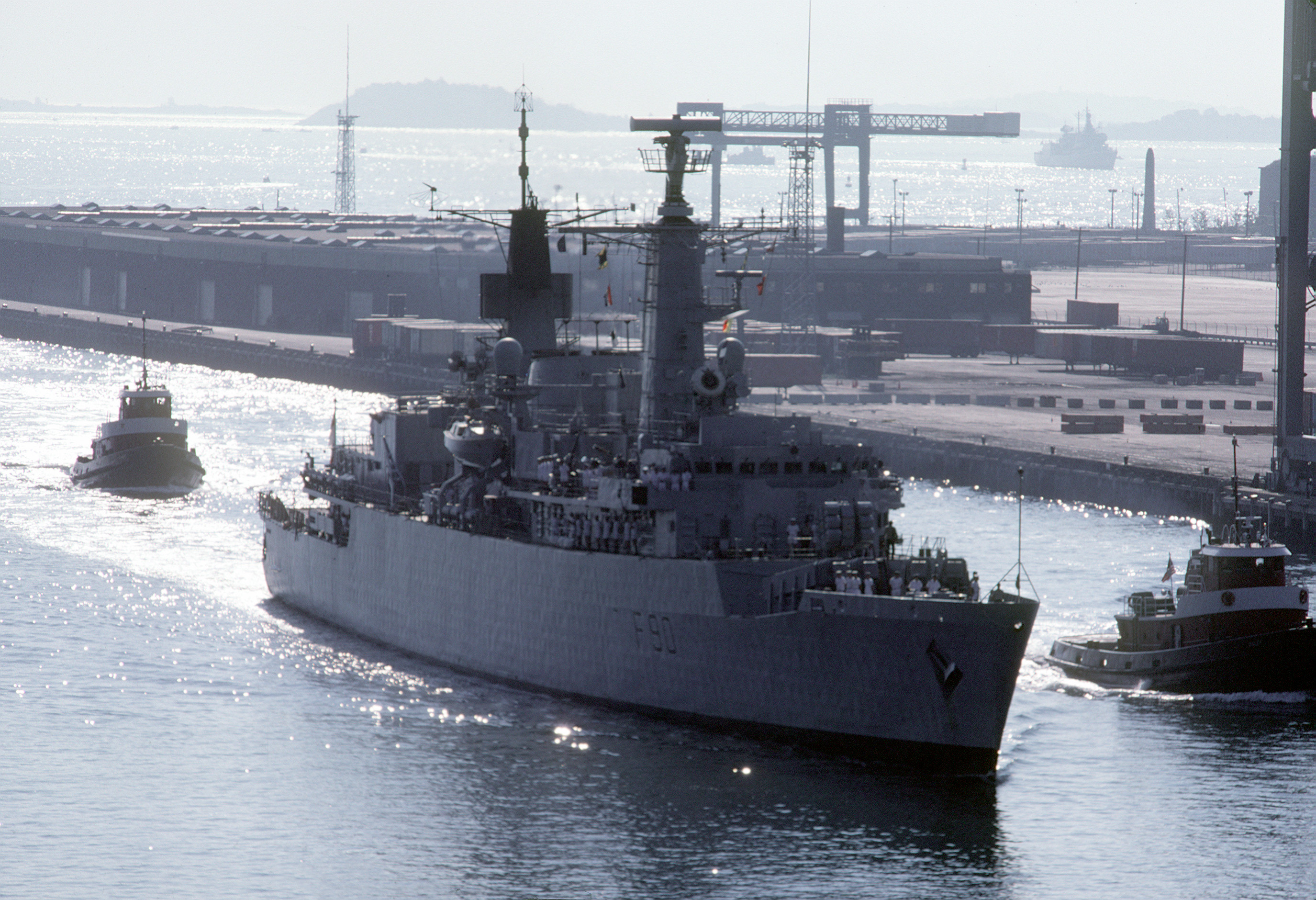
Kapitän zur See James Burnell-Nugent war zwischen Mai 1992 und Juli 1993 auch als Kommandant der zur Broadsword-Klasse gehörenden Fregatte Brilliant.

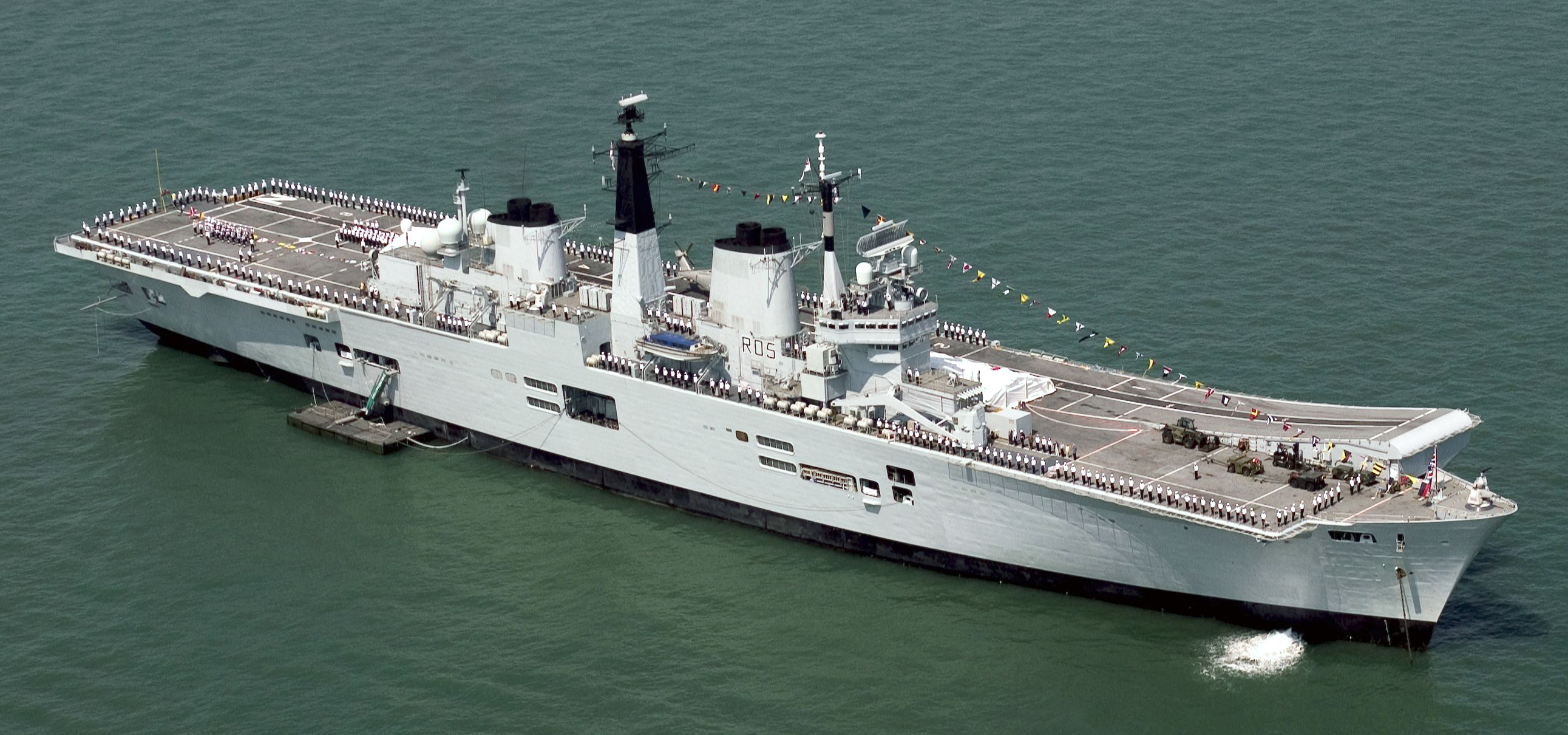
Kapitän zur See Burnell-Nugen war von 1997 bis 1999 Kommandant des Flugzeugträgers Invincible.

James Michael Burnell-Nugent absolvierte nach dem Besuch der „Stowe School“ in Stowe ein Studium am Corpus Christi College der University of Cambridge. 1971 trat er in die Royal Navy (RN) ein und wurde nach zahlreichen Verwendungen als Seeoffizier und Stabsoffizier 1978 Kommandant der Olympus, ein zur Oberon-Klasse gehörendes diesel-elektrisch betriebenes U-Boot, sowie 1984 Kommandant der Conqueror, ein zur Churchill-Klasse gehörendes atomgetriebenes Jagd-U-Boot. Als Kapitän zur See („Captain“) wurde er im Mai 1992 Kommodore des 2. Fregattengeschwaders („Commanding, 2nd Frigate Squadron“) und verblieb auf diesem Posten bis September 1993. Zugleich fungierte er zwischen Mai 1992 und Juli 1993 auch als Kommandant der zur Broadsword-Klasse gehörenden Fregatte Brilliant.
Als Kommodore („Commodore“) war Burnell-Nugent 1997 für kurze Zeit Chef des Stabes und stellvertretender Flaggoffizier der Übewasserflottille („Chief of Staff/Deputy Flag Officer, Surface Flottilla“) sowie daraufhin 1997 Kapitän und Kommandant des Flugzeugträgers Invincible und hatte diesen Posten bis Juni 1999 inne. Für seine Verdienste wurde er 1999 zum Commander des Order of the British Empire (CBE) ernannt. Im Dezember 1999 wechselte er ins Verteidigungsministerium des Vereinigten Königreichs und wurde als Konteradmiral („Rear-Admiral“) Nachfolger von Konteradmiral Jonathon Band als Assistierender Chef des Marinestabes („Assistant Chief of the Naval Staff“). Er bekleidete diesen Posten bis April 2001, woraufhin Konteradmiral Timothy McClement ihn ablöste. Im Mai 2001 übernahm er den neu geschaffenen Posten als Kommandeur der Seestreitkräfte des Vereinigten Königreichs COMUKMARFOR („Commander, United Kingdom Maritime Forces“) und verblieb auf diesem Posten bis zu seiner Ablösung durch Konteradmiral David Snelson im November 2002.
Im Januar 2003 wurde James Burnell-Nugent Vizeadmiral („Vice-Admiral“) und löste in der Admiralität Sir Peter Spencer als Zweiter Seelord, Leiter der Personalabteilung der Marine und Oberkommandierender des Marineheimatkommandos („Second Sea Lord and Chief of Naval Personnel, Commander-in-Chief Naval Home Command“) ab. Er hatte diese Funktionen bis Oktober 2005 inne und wurde daraufhin von Vizeadmiral Sir Adrian Johns abgelöst. Am 12. Juni 2004 wurde er zum Knight Commander des Order of the Bath (KCB) geschlagen, so dass er fortan den Namenszusatz „Sir“ führte. Zuletzt wurde er im November 2005 Admiral und trat daraufhin die Nachfolge von Admiral Sir Jonathon Band als Oberkommandierender der Flotte („Commander-in-Chief, The Fleet“) sowie zeitgleich als Kommandeur der NATO-Marinekomponente („NATO Maritime Component Command“) im „Northwood Headquarters“ in Eastbury. Diese Funktionen bekleidete er bis zu seinem Ausscheiden aus dem aktiven Militärdienst im November 2007 und wurde daraufhin von Admiral Sir Mark Stanhope abgelöst. Daneben bekleidete er als Nachfolger von Admiral Sir Jeremy Black von 2005 bis zu seiner Ablösung durch Admiral Sir Mark Stanhope den Ehrenposten als „Vice-Admiral of the United Kingdom“.
Danach war Sir James Burnell-Nugent Vorstandsmitglied von Unternehmen und fungierte zudem zwischen 2015 und 2016 als High Sheriff von Devon.